# Palazzo Tognetti
Palazzo Tognetti è un edificio situato tra corso Carducci e via Cairoli a Grosseto.

## Storia
L'edificio venne realizzato per conto dei fratelli Tognetti, proprietari di un'agenzia giornalistica, su progetto dell'ingegner Giuseppe Luciani nel 1910.

## Descrizione
Considerato uno degli esempi più decisi di connotazione liberty all'interno del tessuto edilizio cittadino, sorge in pieno centro storico, in angolo tra la via Cairoli ed il corso Carducci, già corso Carlo Alberto, principale direttrice cittadina attualmente zona pedonale intensamente frequentata, sulla quale prospetta con il lato corto. Gli è contiguo il palazzo del Genio Civile, costruito negli stessi anni con connotazioni decorative di simile derivazione; di fronte si apre lo slargo della piazza Socci.

### L'esterno
Di impianto rettangolare, l'edificio si eleva su tre piani fuori terra più attico.
I fronti, sottolineati da fasce marcapiano e divisi in settori regolari da lesene scanalate e modellate alla base e all'altezza dei capitelli, appaiono caratterizzati da una ricca decorazione in pietra artificiale a motivi floreali a traforo intorno alle aperture e nella lunga balaustrata di chiusura della terrazza superiore.
Il piano terreno, occupato in angolo dalle pregevoli vetrine in legno dell'esercizio commerciale, assolve con la superficie grezza del cemento a sbruffo la funzione di basamento, concluso da una cornice di sapore classicheggiante.
Gli ingressi sono caratterizzati da una cornice in pietra artificiale, adottata anche intorno alle aperture dei piani superiori, nella cui modellazione sono presenti elementi floreali; motivi a racemi vengono riproposti nelle ringhiere in ferro battuto dei terrazzini che segnano il centro delle due facciate e nelle lunette delle porte e delle finestre, e, insieme al traforo a girali e volute dei parapetti e della balaustrata di coronamento, costituiscono come il principale motivo decorativo di ispirazione liberty.
Altra particolarità dell'edificio è il contrasto cromatico creato tra il grigio della pietra artificiale, - materiale all'epoca "moderno" e di largo impiego per le parti decorative - e il colore chiaro delle superfici intonacate dei prospetti.

### L'interno
All'interno, il vano di ingresso, debolmente illuminato dal sovrapporta vetrato, conserva la pavimentazione in piastrelle esagonali in cemento colorato e, collocata sul fondo, la scala elicoidale in graniglia con ringhiera in ghisa a colonnini e corrimano in legno.
La rilevanza estetica della scala, particolarmente significativa nel disegno di progetto, diminuisce nella realizzazione, che risulta poco valorizzata per la ubicazione e soprattutto, nonostante il lucernario di copertura, per la mancanza pressoché totale di luce; il forte avvitamento e l'esiguo spazio a disposizione rendono inoltre la scala eccessivamente stretta ed angusta, di non agevole uso.
Lo spazio si dilata tuttavia all'ultimo piano grazie al lucernario, segnato alla base da una elegante cornice in stucco con mensoline binate negli angoli. Gli appartamenti, due per ciascun piano, sono adibiti ad uffici ed abitazioni.